# Panna de glaç

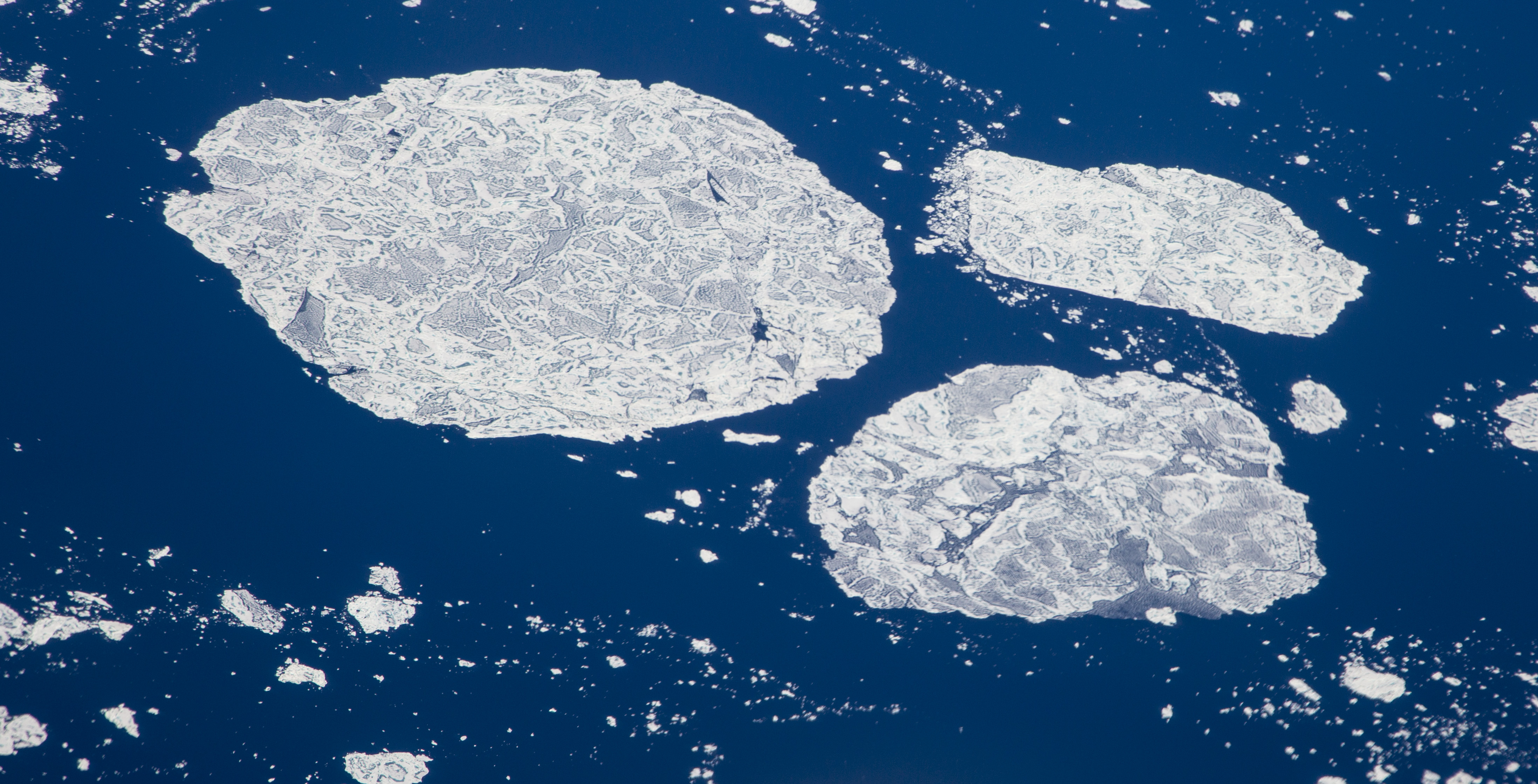
Pannes de glaç a l'estret de Hudson

Una panna de glaç o un glaçó és una peça de glaç a la deriva en forma de placa gruixuda i ampla. Les seves dimensions generalment són de l'ordre de decímetres o metres, però poden arribar a fer més de 10 km. Les banquises es componen d'un nombre variable de pannes de glaç. En els rius, poden formar preses de glaç, mentre que a alta mar poden malmetre el buc dels vaixells.